# Kannada
Cette page contient des caractères d'alphasyllabaires indiens. En cas de problème, consultez Aide:Unicode.
Pour l’article ayant un titre homophone, voir Canada.
Le kannada ou kannara (ಕನ್ನಡ (kannaḍa)), anciennement canarais et, plus rarement, sirigannada, est l'une des plus anciennes langues dravidiennes, langue maternelle de 43 706 512 personnes en Inde, dont 40 651 090 dans l'État du Karnataka. C'est la langue officielle du Karnataka, l'un des quatre États du sud de l'Inde.
Une anthologie du nom de Shivatattvaratnakara, éditée au XVIIe siècle, fut rédigée en kannada, elle fut plus tard traduite en sanskrit.
En raison de son ancienneté millénaire et de sa vaste littérature, le kannada a été déclaré comme langue classique par le gouvernement indien en 2008, en même temps que le télougou.

## La langue
Le kannada est parlé depuis environ 2 500 ans, et possède un système d'écriture alphasyllabaire, utilisé depuis 1 900 ans. Les inscriptions d’Halmidi (entre 500 et 450 av. J.-C.) et de Talagunda (370 av. J.-C.) passent pour les plus anciens témoignages d'écriture en langue kannada. Le traité classique intitulé Kavirajamarga (vers 850 apr. J.-C.) atteste que cette langue était alors répandue de la plaine du Kaveri à celle du Godavari. On a retrouvé d'antiques inscriptions en écriture kannada jusqu'au Madhya Pradesh (stèle de Krishna III) et dans le Bihar. Le développement du kannada a été similaire à celui des autres langues dravidiennes, notamment le tamoul et le télougou : ainsi au cours des derniers siècles, le kannada comme le télougou ont été beaucoup influencés par le vocabulaire et le style littéraire sanskrits.
Le kannada est une langue à caractère flexionnel très marqué, possédant trois genres (masculin, féminin, neutre), et deux nombres (singulier et pluriel). Le genre, le nombre et le temps, entre autres, modifient l'intonation d'un mot. Le kannada possède une déclinaison à huit cas : le nominatif, l'accusatif, l'instrumental, le datif, l'ablatif, le génitif, le locatif et le vocatif. 
Il y a également une divergence entre la langue écrite et la langue parlée : cette dernière varie en fonction de la région, alors que le kannada écrit est globalement constant. Environ 20 dialectes de kannada sont recensés. Les plus importants sont :
- le kodava (parlé dans le Coorg) ;
- le kunda (parlé dans le Kundapura) ;
- le havyaka (parlé par les Havyaka Brahmanas du Dakshina Kannada, dans l'Uttara Kannada, dans le Shimoga, dans le Sagara et dans l'Udupi) ;
- l'are bhashe (parlé dans le Sullia, au Dakshina Kannada) ;
- le soliga kannada ;
- le gulbarga kannada ;
- le hubli kannada ;
- le badaga kannada ou simplement badaga (de code ISO 639-3 bfq) :
Plus traditionnel et plus ancien (utilisé depuis environ 2 300 ans), il est un des parents des autres dialectes du kannada moderne (halaya kannada). Il était alors appelé simplement vadagam (aujourd'hui badaga)[10].
Mais contrairement aux autres dialectes kannadas modernes, le badaga moderne est encore écrit aujourd'hui dans l’alphasyllabaire tamoul, et non l’alphasyllabaire kannada qui s'est développé plus tard.
Le badaga kannada est donc souvent classé à part du kannada et la langue est alors simplement appelée badaga, les deux langues étant réunies dans une sous-famille appelée badaga-kannada ; l'ensemble des dialectes modernes du kannada et du badaga, si on assimile certains à des langues individuelles; forme alors ce qu’on appellerait une « macrolangue », chapeautée aujourd'hui par le kannada moderne officiel).
À l'origine, le badaga et le kannada ancien étaient parlés par des peuples séparés (à côté également du télougou, de l’oryia et du tamoul), le bodaga moderne a conservé de nombreux traits le rapprochant plus du tamoul que du kannada, jusque dans son écriture. Mais le badaga a fini par être dominé dans sa région originelle par le kannada, qui l'a plus ou moins assimilé sans toutefois modifier son écriture tamoule[11].
De plus, cette langue est facilement et abusivement confondue avec une simple transcription du kannada en écriture tamoule, ou bien considérée également à tort comme une variante du tamoul à cause de son écriture. Malheureusement elle ne bénéficie pas d'une reconnaissance officielle en tant que langue nationale ou régionale et elle n'est plus maîtrisée que par une minorité. Aujourd'hui le badaga est considéré comme une langue en danger d'extinction.

## Phonologie

### Consonnes
|            |            | Labiales | Labiales | Labiales | Dentales | Dentales | Dentales | Alvéolaires | Alvéolaires | Alvéolaires | Rétroflexes | Rétroflexes | Rétroflexes | Palatales | Palatales | Palatales | Vélaires | Vélaires | Vélaires | Glottales | Glottales | Glottales |
| ---------- | ---------- | -------- | -------- | -------- | -------- | -------- | -------- | ----------- | ----------- | ----------- | ----------- | ----------- | ----------- | --------- | --------- | --------- | -------- | -------- | -------- | --------- | --------- | --------- |
| Nasales    | Nasales    | [m]      | ಮ        | m        | [n̪]      | ನ        | n        |             |             |             | [ɳ]         | ಣ           | ṇ           | [ ɲ]      | ಞ         | ñ         | [ŋ]      | ಙ        | ṅ        |           |           |           |
| Occlusives | sourdes    | [p]      | ಪ        | p        | [t̪]      | ತ        | t        |             |             |             | [ʈ ]        | ಟ           | ṭ           | [ t͡ʃ ]    | ಚ         | c         | [k]      | ಕ        | k        |           |           |           |
| Occlusives | aspirées   | [pʰ]     | ಫ        | ph       | [t̪ʰ]     | ಥ        | th       |             |             |             | [ʈʰ]        | ಠ           | ṭh          | [ t͡ʃʰ]    | ಛ         | ch        | [kʰ]     | ಖ        | kh       |           |           |           |
| Occlusives | voisées    | [b]      | ಬ        | b        | [d̪]      | ದ        | d        |             |             |             | [ɖ ]        | ಡ           | ḍ           | [ d͡ʒ]     | ಜ         | j         | [g]      | ಗ        | g        |           |           |           |
| Occlusives | murmurées  | [bʱ]     | ಭ        | bh       | [d̪ʱ]     | ಧ        | dh       |             |             |             | [ɖʱ]        | ಢ           | ḍh          | [ d͡ʒʱ]    | ಝ         | jh        | [gʱ]     | ಘ        | gh       |           |           |           |
| Fricatives | Fricatives |          |          |          |          |          |          | [s]         | ಸ           | s           | [ʂ]         | ಷ           | ṣ           | [ ʃ ]     | ಶ         | ś         |          |          |          | [h]       | ಹ         | h         |
| Spirantes  | Spirantes  | [ʋ]      | ವ        | v        |          |          |          | [l]         | ಲ           | l           | [ɭ ]        | ಳ           | ḷ           | [ j]      | ಯ         | y         |          |          |          |           |           |           |
| Roulées    | Roulées    |          |          |          |          |          |          | [r]         | ರ           | r           |             |             |             |           |           |           |          |          |          |           |           |           |

- La consonne ಱ (ṟ) est désuète depuis le XIIe siècle.
- La consonne ೞ (ḻ) est désuète depuis le XVIIIe siècle. Elle se prononçait [ɻ ].

### Voyelles

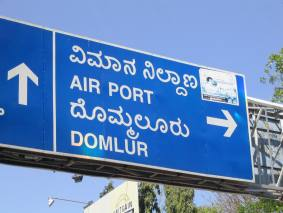
Panneau de signalisation bilingue en langue kannada et en anglais

|              | Antérieures | Antérieures | Antérieures | Centrales | Centrales | Centrales | Postérieures | Postérieures | Postérieures |
| ------------ | ----------- | ----------- | ----------- | --------- | --------- | --------- | ------------ | ------------ | ------------ |
| Fermées      | [i]         | ಇ           | i           |           |           |           | [u]          | ಉ            | u            |
| Mi-fermées   | [e]         | ಎ           | e           |           |           |           | [o]          | ಒ            | o            |
| Pré-ouvertes |             |             |             | [ɐ~ä]     | ಅ         | a         |              |              |              |

|              | Antérieures | Antérieures | Antérieures | Centrales | Centrales | Centrales | Postérieures | Postérieures | Postérieures |
| ------------ | ----------- | ----------- | ----------- | --------- | --------- | --------- | ------------ | ------------ | ------------ |
| Fermées      | [iː]        | ಈ           | ī           |           |           |           | [uː]         | ಊ            | ū            |
| Mi-fermées   | [eː]        | ಏ           | ē           |           |           |           | [oː]         | ಓ            | ō            |
| Pré-ouvertes |             |             |             | [äː]      | ಆ         | ā         |              |              |              |

## Écriture et vocabulaire
Le kannada possède un alphasyllabaire comportant 52 lettres, c'est une écriture phonémique. Les lettres sont proches de celles des autres écritures de l'Inde. L'écriture elle-même, dérivée du Brahmi, possède par exemple des « demi-lettres », des ligatures particulières, ou encore des diacritiques. Le nombre de symboles effectivement écrits dépasse donc de loin les 52 de l'alphabet, d'autant plus que l'on peut combiner plusieurs lettres pour former un composé (ottaksharas). Chaque symbole correspond à une syllabe.
Les symboles sont classés en trois catégories :
- les swaras : les voyelles, qui peuvent être courtes, mi-longues ou longues ;
- les vyanjanas : les consonnes ;
- les yogavaahas : les syllabes, formées à la fois d'une ou plusieurs consonnes et d'une ou plusieurs voyelles.

L'alphabet de base complet du kannada est :
| ಕನ್ನಡ ಅಕ್ಷರಮಾಲೆ                      |
| -------------------------------- |
| ಅ ಆ ಇ ಈ ಉ ಊ ಋ ೠ ಎ ಏ ಐ ಒ ಓ ಔ ಅ೦ ಅಃ |
| ಕ ಖ ಗ ಘ ಙ                        |
| ಚ ಛ ಜ ಝ ಞ                        |
| ಟ ಠ ಡ ಢ ಣ                        |
| ತ ಥ ದ ಧ ನ                        |
| ಪ ಫ ಬ ಭ ಮ                        |
| ಯ ರ ಲ ವ ಶ ಷ ಸ ಹ ಳ                |

### Lexique et phrases
- ಹೌದು (Haudu) — Oui
- ಸಂ (Saṁ) — Non
- ನಮಸ್ಕಾರ (Namaskāra) — Bonjour
- ಹೋ ಮಾಡುತ್ತಿದ್ದೀಯಾ? (Hō māḍuttiddīyā?) — Comment allez-vous?
- ನಾನು ಚೆನ್ನಾಗಿದ್ದೇನೆ. (Nānu cennāgiddēne.) — Je vais bien.
- ತುಂಬ ಧನ್ಯವಾದಗಳು! (Tumba dhan'yavādagaḷu!) — Merci beaucoup!
- ವಿದಾಯ. (Vidāya.) — Au revoir.
- ನೀನ್ ಎಲ್ಲಿಂದ ಬಂದ್’ಇದ್ದೀಯ? (Nīn ellinda band’iddīya?) — D'où viens-tu? (familier)
- ನೀವ್ ಎಲ್ಲಿಂದ ಬಂದ್’ಇದ್ದೀರ? (Nīv ellinda band’iddīra?) — D'où venez-vous? (pluriel, poli)
- ತಾವ್ ಎಲ್ಲಿಂದ ಬಂದ್’ಇದ್ದೀರ? (Tāv ellinda band’iddīra?) — D’où venez-vous? (pluriel, très poli)
- ನಿನ್ನ ಹೆಸರು ಏನು? (Ninna hesaru ēnu?) — Quel est votre nom?
- ನನ್ನ ಹೆಸರು… (Nanna hesaru…) — Mon nom est…
- ನನಗೆ ಸಹಾಯ ಮಾಡಿ! (Nanage sahāya māḍi!) — Aidez-moi!
- ನನಗೆ ಕನ್ನಡ ಬರುವುದಿಲ್ಲ. (Nanage kannaḍa baruvudilla.) — Je ne parle pas kannada.
- ನನ್ನನ್ನು ಕ್ಷಮಿಸು. (Nannannu kṣamisu.) — Je suis désolé.
- ನಾನು ಕಳೆದುಹೊಗಿದ್ದೇನೆ. (Nānu kaḷeduhogiddēne.) — Je suis perdu.
- ನನಗ್ ಬಹಳ ಬೇಸರ’ಆಗಿದೆ. (Nanag bahaḷa bēsara’āgide.) — Je suis très fatigué.
- ನಾನು ಅಸ್ವಸ್ಥನಾಗಿದ್ದೇನೆ. (Nānu asvasthanāgiddēne.) — Je suis malade.
- ನಾನು ನಿನ್ನೆಯಿಂದ ಅನಾರೋಗ್ಯದಿಂದ ಬಳಲುತ್ತಿದ್ದೇನೆ. (Nānu ninneyinda anārōgyadinda baḷaluttiddēne.) — Je suis malade depuis hier.
- ಮ್ಯೂಸಿಯಂ / ವಿಮಾನ ನಿಲ್ದಾಣ / ರಸ್ತೆ / ರೆಸ್ಟೋರೆಂಟ್ /ಹೋಟೆಲ್ / ಹಿಂದೂ ದೇವಾಲಯ ಎಲ್ಲಿದೆ? (Myūsiyaṁ / vimāna nildāṇa / raste / resṭōreṇṭ / hōṭel / hindū dēvālaya ellide?) — Où est le musée/aéroport/rue/restaurant/temple hindou?
- ನಾನು ಬೆಂಗಳೂರಿಗೆ ಹೋಗುತ್ತೇನೆ. (Nānu beṅgaḷūrige hōguttēne.) — Je vais à Bengaluru.
- ನಾನು ಬೆಂಗಳೂರಿಗೆ ಹೋಗಬೇಕೆಂದಿದ್ದೇನೆ. (Nānu beṅgaḷūrige hōgabēkendiddēne.) — Je veux aller à Bengaluru.
- ನಾನು ಕೆನಡಿಯನ್ / ಫ್ರೆಂಚ್ / ಅಮೇರಿಕನ್ / ಬೆಲ್ಜಿಯನ್ /ಸ್ವಿಜ್ ಪ್ರಜೆ. (Nānu kenaḍiyan / phren̄c / amērikan / beljiyan / svij praje.) — Je suis un citoyen canadien/français/américain/belge/suisse.